# Unlocked (EP)
Unlocked (en español: Desbloqueado) es un extended play (EP) colaborativo entre el rapero estadounidense Denzel Curry y el productor musical Kenny Beats. Fue publicado el 7 de febrero de 2020 a través de PH Recordings y Loma Vista.
Como promoción, desarrollaron una falsa guerra virtual a través de redes sociales, para luego estrenar un cortometraje de 24 minutos en el canal de YouTube de Curry. Cada canción contiene un estilo distintivo de animación, con influencias de claymation y programas de Adult Swim.

## Concepto
Durante su gira por Ta13oo (2018), el manager Mark Maturah le presentó al rapero los proyectos del productor Kenny Beats para intentar colaborar juntos, así descubriendo su proyecto 777 con KEY! y sus canciones producidas a Ski Mask the Slump God. En el caso de Kenny, tenía noción de Denzel Curry con su canción «Threatz» de 2013, aunque asumiendo que ambos tenían la misma edad. Durante la producción de Zuu, un beat suyo fue finalmente entregado a Young Thug, causando diferencias personales entre ambos por meses.
Luego de recibir comentarios sobre la participación de Freddie Gibbs en The Cave, una serie de freestyle producido por Kenny Beats, Curry decidió reconectar con el productor. En agosto de 2019, Curry apareció en The Cave, sentando las bases iniciales para «Lay Up» y «Pyro». Durante tres días, ambos empezaron a trabajar en el proyecto, uniendo su apreciación musical por MF Doom, The Alchemist y Madlib, mientras que la inspiración lírica fueron aspectos de DMX y los álbumes de Wu-Tang Clan, nombrando a Enter the Wu-Tang (36 Chambers), Liquid Swords de GZA, Only Built 4 Cuban Linx... de Raekwon y Return to the 36 Chambers: The Dirty Version de Ol' Dirty Bastard. La carátula fue una ilustración realizada por Chris Wilson, inspirado en los trabajos de Matt Doo para el dúo de rap Organized Konfusion, en particular Stress: The Extinction Agenda.

## Lista de canciones
Todas las canciones escritas y compuestas por Denzel Curry. 
| N.º   | Título              | Duración |  |
| 1.    | «Track 01»          | 1:29     |  |
| 2.    | «Take_it_Back_v2»   | 2:49     |  |
| 3.    | «Lay_Up.m4a»        | 1:45     |  |
| 4.    | «Pyro (leak 2019)»  | 1:21     |  |
| 5.    | «DIET_»             | 2:23     |  |
| 6.    | «So.Incredible.pkg» | 3:16     |  |
| 7.    | «Track07»           | 2:03     |  |
| 8.    | «'Cosmic'.m4a»      | 2:46     |  |
| 17:47 |                     |          |  |

Notas
- «Track 01» contiene distintos extractos del cortometraje Age of Turmoil (1950).
- «Take_it_Back_v2» contiene un sample del cortometraje Shake Hands with Danger (1980).
- «Pyro (leak 2019)» contiene un sample de «Hood Politics» (2015) por Kendrick Lamar.
- «Track07» contiene un sample de «Everything Is Alright Now» (1970) por Chuck Bernard.
- «'Cosmic'.m4a» contiene un sample de la película The Killer Shrews (1959).

## Unlocked 1.5
Un álbum de remezclas titulado Unlocked 1.5 fue publicado el 5 de marzo de 2021, incluyendo colaboraciones con Smino, Arlo Parks, Joey Badass, entre otros. Considerado como una «pieza de acompañamiento» al EP original, fue promocionado con un cortometraje que incluye cameos de los productores Robert Glasper, The Alchemist y Georgia Anne Muldrow.
Una edición especial y limitada también fue promocionada, incluyendo el EP original, instrumentales y remezclas. De esas ediciones, el casete incluyó una caja con dos figuras diseñadas por el artista japonés Tomohiro Yasui.
| Unlocked 1.5 |                                                           |                                                 |          |  |
| N.º          | Título                                                    | Productor(es)                                   | Duración |  |
| 1.           | «So.Incredible.pkg (Robert Glasper Version)» (con Smino)  | Kenny Beats · DJ Jahi Sundance · Robert Glasper | 3:15     |  |
| 2.           | «Track07 (Georgia Anne Muldrow Version)» (con Arlo Parks) | Georgia Anne Muldrow                            | 2:24     |  |
| 3.           | «'Cosmic'.m4a (The Alchemist Version)» (con Joey Badass)  | The Alchemist · Kenny Beats                     | 2:54     |  |
| 4.           | «Take_it_Back_v2 (Charlie Heat Version)»                  | Charlie Heat                                    | 2:51     |  |
| 5.           | «Pyro (Sango Leak)» (con Kenny Mason)                     | Sango                                           | 2:44     |  |
| 6.           | «Lay_Up.m4a (Jay Versace Version)»                        | Jay Versace                                     | 2:05     |  |
| 7.           | «DIET_1.5» (con Benny the Butcher)                        | Kenny Beats                                     | 2:24     |  |
| 8.           | «Take_it_Back_v2 (GODMODE 950 Version)»                   | Godmode                                         | 3:08     |  |
| 21:43        |                                                           |                                                 |          |  |

Notas
- «So.Incredible.pkg (Robert Glasper Version)» contiene un sample de «The Hall of Mirrors» (1977) por Kraftwerk.
- «Take_it_Back_v2 (GODMODE 950 Version)» contiene un sample de «Amen, Brother» (1969) por The Winstons.

## Posicionamiento en listas
| Listas (2020)                     | Mejor posición |
| --------------------------------- | -------------- |
| Australia (ARIA Charts)           | 33             |
| Bélgica (Ultratop Flandes)        | 133            |
| Canadá (Canadian Albums)          | 82             |
| Estados Unidos (Billboard 200)    | 100            |
| Irlanda (Irish Albums)            | 87             |
| Nueva Zelanda (Recorded Music NZ) | 38             |